# Tod Brown
Tod David Brown (ur. 15 listopada 1936 w San Francisco, Kalifornia, zm. 15 października 2023 w Orange) – amerykański duchowny katolicki, biskup Orange w Kalifornii w latach 1998–2012.

## Życiorys
Po ukończeniu seminarium duchownego św. Jana w Camarillo wyjechał na dalsze studia na Uniwersytecie Gregoriańskim w Rzymie. Uzyskał tam tytuł bakałarza z teologii. Po powrocie do kraju ukończył studia na Uniwersytecie w San Francisco. Święcenia kapłańskie otrzymał 1 maja 1963 i rozpoczął wieloletnią służbę duszpasterską w diecezji Monterey. Był m.in. członkiem Komisji Kultu Bożego, Edukacji, a także kanclerzem, moderatorem kurii i wikariuszem generalnym.
27 grudnia 1988 otrzymał nominację na biskupa Boise City w Idaho. Sakry udzielił mu późniejszy kardynał William Levada. Jako swoją dewizę przyjął słowa Come Lord Jesus (Przyjdź, Panie Jezu), (Ap 22,20). Po kilku latach powrócił do swej rodzinnej Kalifornii by 30 czerwca 1998 objąć diecezję Orange. Na emeryturę przeszedł 21 września 2012 roku.